# Waad Al-Kateab
Waad Al-Kateab, arab. ‏وعد الخطيب‎ (ur. 1991) – działająca pod pseudonimem syryjska dziennikarka, reżyserka, operatorka i producentka filmowa.

## Życiorys
W wieku 18 lat przeprowadziła się w 2009 do Aleppo, by studiować ekonomię na tamtejszym uniwersytecie. Gdy w 2011 wybuchła rewolucja, brała czynny udział w protestach przeciwko reżimowi Baszara al-Asada. Podczas wojny domowej w Syrii Waad została korespondentką dla brytyjskiej stacji telewizyjnej Channel 4. 
Przez pięć lat działań wojennych (aż do ewakuacji w grudniu 2016) pozostała w Aleppo, dokumentując całkowite zniszczenie miasta. W tym czasie poślubiła chirurga Hamzę Al-Kateaba, który ratował życie ludziom w ostatnim otwartym szpitalu w Aleppo; urodziła też córkę Samę w 2015. Doświadczenia te stały się podwaliną wielokrotnie nagradzanego filmu dokumentalnego Dla Samy (2019), wyreżyserowanego wspólnie z Edwardem Wattsem. Obraz zdobył Nagrodę BAFTA oraz Europejską Nagrodę Filmową dla najlepszego dokumentu; był również nominowany do Oscara za najlepszy pełnometrażowy film dokumentalny.
Za reportaże z oblężenia Aleppo otrzymała jako pierwsza w historii syryjska dziennikarka Międzynarodową Nagrodę Emmy. W 2020 znalazła się na liście stu najbardziej wpływowych ludzi na świecie, opublikowanej przez amerykański tygodnik „Time”, a także na liście stu najbardziej wpływowych kobiet świata, opracowanej przez BBC.
Obecnie wraz z mężem i dwiema córkami mieszka na stałe w Wielkiej Brytanii. Używa wraz z mężem pseudonimu Al-Kateab dla bezpieczeństwa swojej rodziny.